# Amsoldingen
Amsoldingen es una comuna suiza del cantón de Berna, situada en el distrito administrativo de Thun. Limita al norte con la comuna de Thierachern, al este con la ciudad de Thun, al sur con Zwieselberg, y al oeste con Höfen bei Thun y Uebeschi.
Hasta el 31 de diciembre de 2009 situada en el distrito de Thun.